# Bełczna
Bełczna (niem. Neukirchen) – wieś sołecka w Polsce położona w województwie zachodniopomorskim, w powiecie łobeskim, w gminie Łobez. Według danych z 29 września 2014 r. wieś miała mieszkańców 339 mieszkających w 47 domach.
Przez wieś przebiega droga wojewódzka nr 148.
W latach 1818–1945 miejscowość administracyjnie należała do Landkreis Regenwalde (Powiat Resko) z siedzibą do roku 1860 w Resku, a następnie w Łobzie i liczyła mieszkańców w roku 1933 – 271, a w roku 1939 – 260.
W latach 1945–54 siedziba gminy Bełczna. W latach 1954–1971 wieś należała i była siedzibą władz gromady Bełczna, po jej zniesieniu w gromadzie Łobez. W latach 1975–1998 miejscowość administracyjnie należała do województwa szczecińskiego.
Do roku 1691 Bełczna była własnością rodu Borków. W roku 1731 pastorem był tutaj Christian Kiepke. W roku 1755 majątek został sprzedany Fundacji Maryjnej. W II poł. XVIII w. zbudowano tutaj kościół na planie prostokąta.
W miejscowości znajdują się następujące miejsca warte obejrzenia:
- kościół parafialny pw. św. Piotra i Pawła, styl neogotycki z XVIII w., wewnątrz cztery witraże z 1914 r.
- pomnikowe cisy i jawor o obw. 370 cm
- zespół dworsko-parkowy z XIX w.
  - dwór
  - park
- droga Bełczna – Klępnica obsadzona gruszami.

We wsi znajduje się świetlica wiejska prowadzona przez Łobeski Dom Kultury.
We wsi był przystanek kolejowy Bełczna.

## Cmentarz
Na miejscowym cmentarzu znajdują się dwa groby zbiorowe z roku 1945, jeden z 34, a drugi z 24 ofiarami potyczki, która tu miała miejsce po wkroczeniu Armii Czerwonej. Wśród ofiar są żołnierze niemieccy, kilku rozstrzelanych przez Rosjan jeńców niemieckich, przypadkowi cywile i jeden żołnierz radziecki. Z łobeskich ofiar jest tu pochowana rodzina Barz, ojciec Hermann z czwórką dzieci w wieku 12 (Anneliese), 10 (Eva), 6 (Irmgard) i 3 (Friedchen) lat, których samochód został ostrzelany w dniu 3.03.1945 przez Armię Czerwoną, dwóch łobeskich Landjägermeistrów Haack i Paul Mallwitz, którzy zostali zastrzeleni w pierwszych dniach marca 1945 przez Rosjan, a w listopadzie 1945 pochowany tu został Rudolf Zuleger (13 lat). Groby te jeszcze w latach 70. były oznaczone, a w roku 2014 nie zostały zaznaczone na planie cmentarza w trakcie dokonanej inwentaryzacji.

## Osoby urodzone lub związane z Bełczną
- Christoph Friedrich Berend von Borcke, także von Borck (ur. 11 stycznia 1689, zm. 22 lipca 1770 w Wangerin) — pruski starosta (Landrat), który od około 1722 aż do śmierci kierował powiatem Borcków na Pomorzu Zachodnim. Właściciel majątku ziemskiego w Bełcznie.

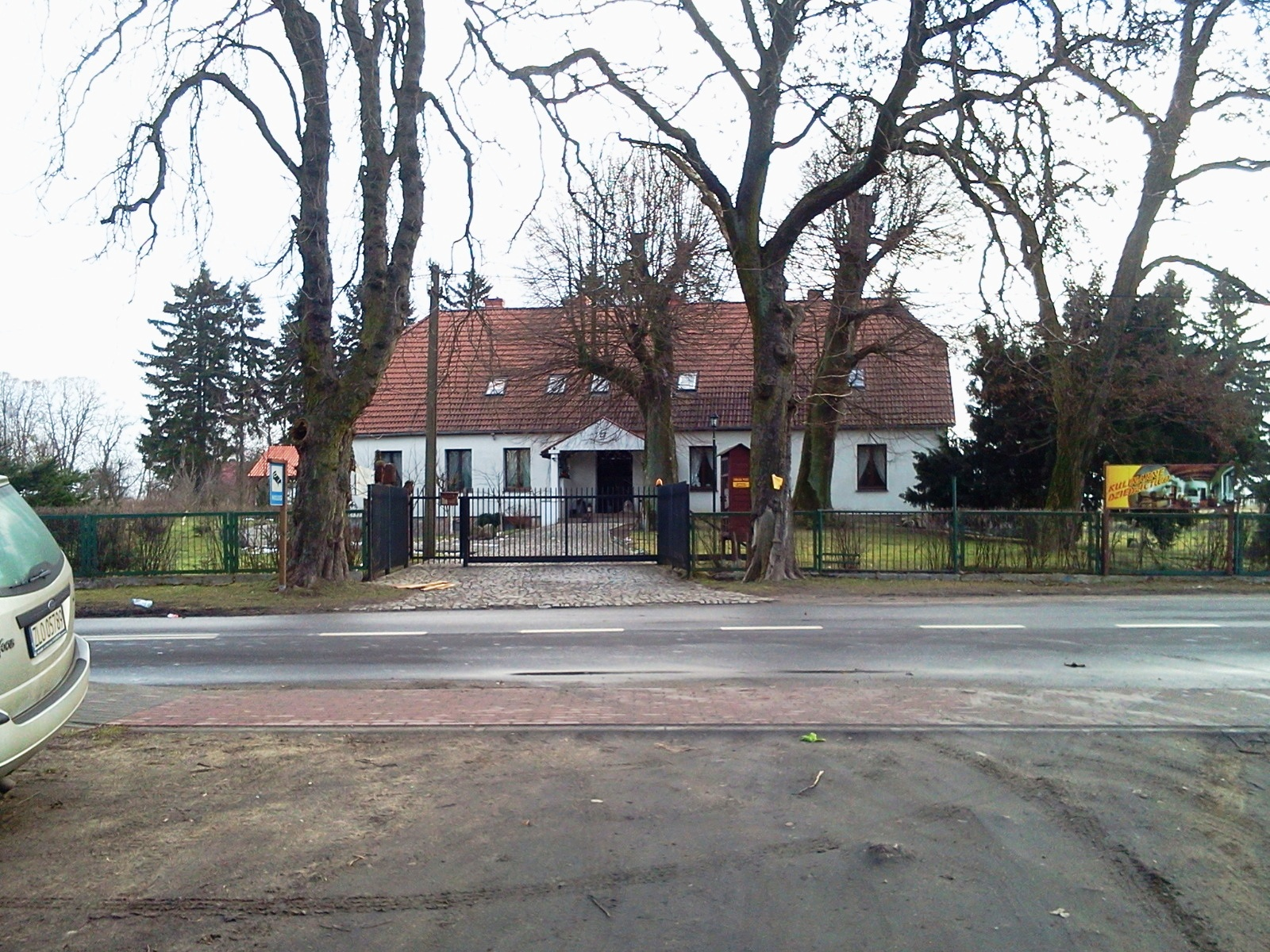
Bełczna – zajazd

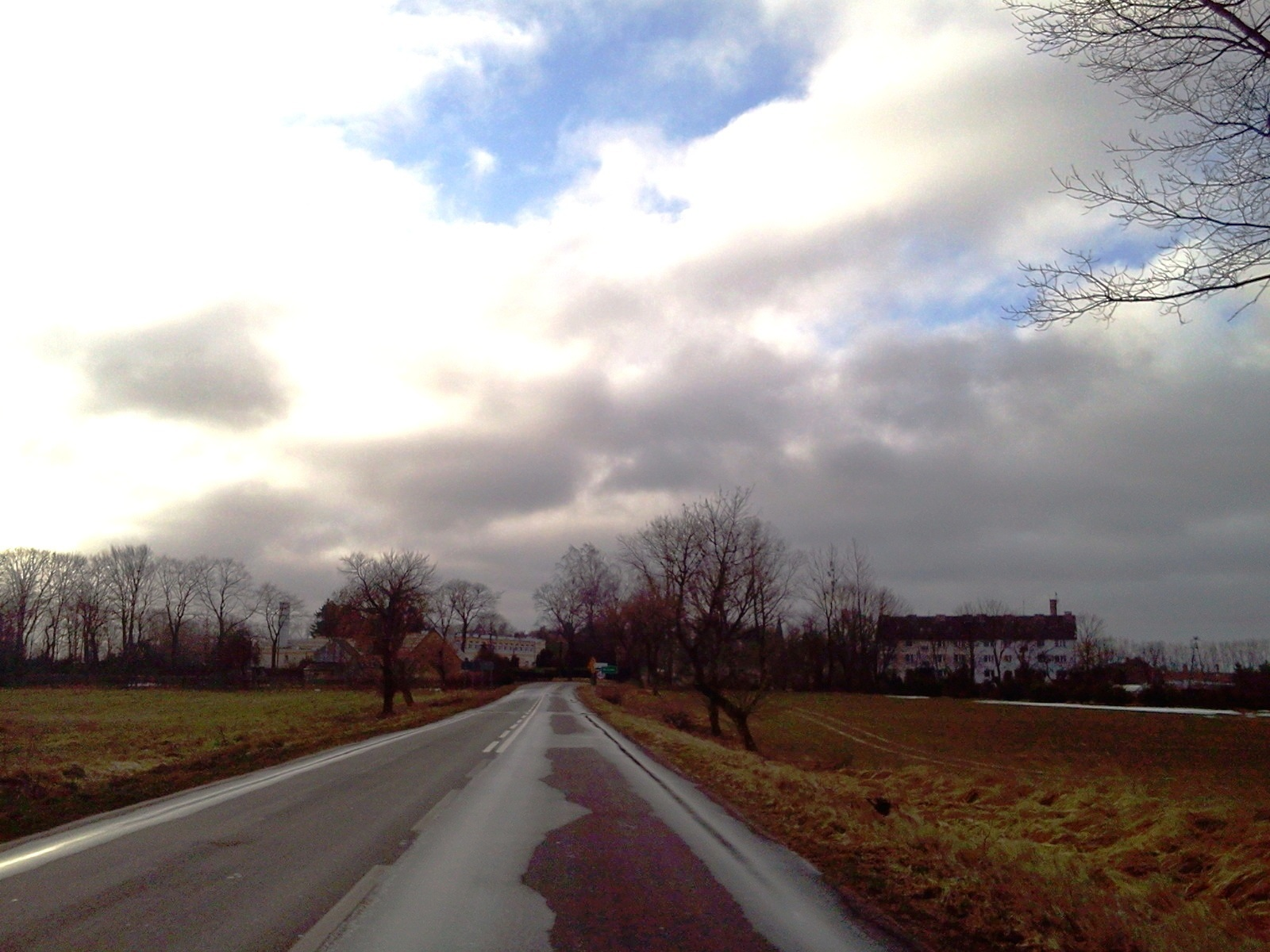
Bełczna – widok